# Кірхенламіц
Кірхенламіц (нім. Kirchenlamitz) — місто в Німеччині, розташоване в землі Баварія. Підпорядковується адміністративному округу Верхня Франконія. Входить до складу району Вунзідель.
Площа — 48,51 км2. Населення становить 3166 ос. (станом на 31 грудня 2020).